# Надувной спасательный плот

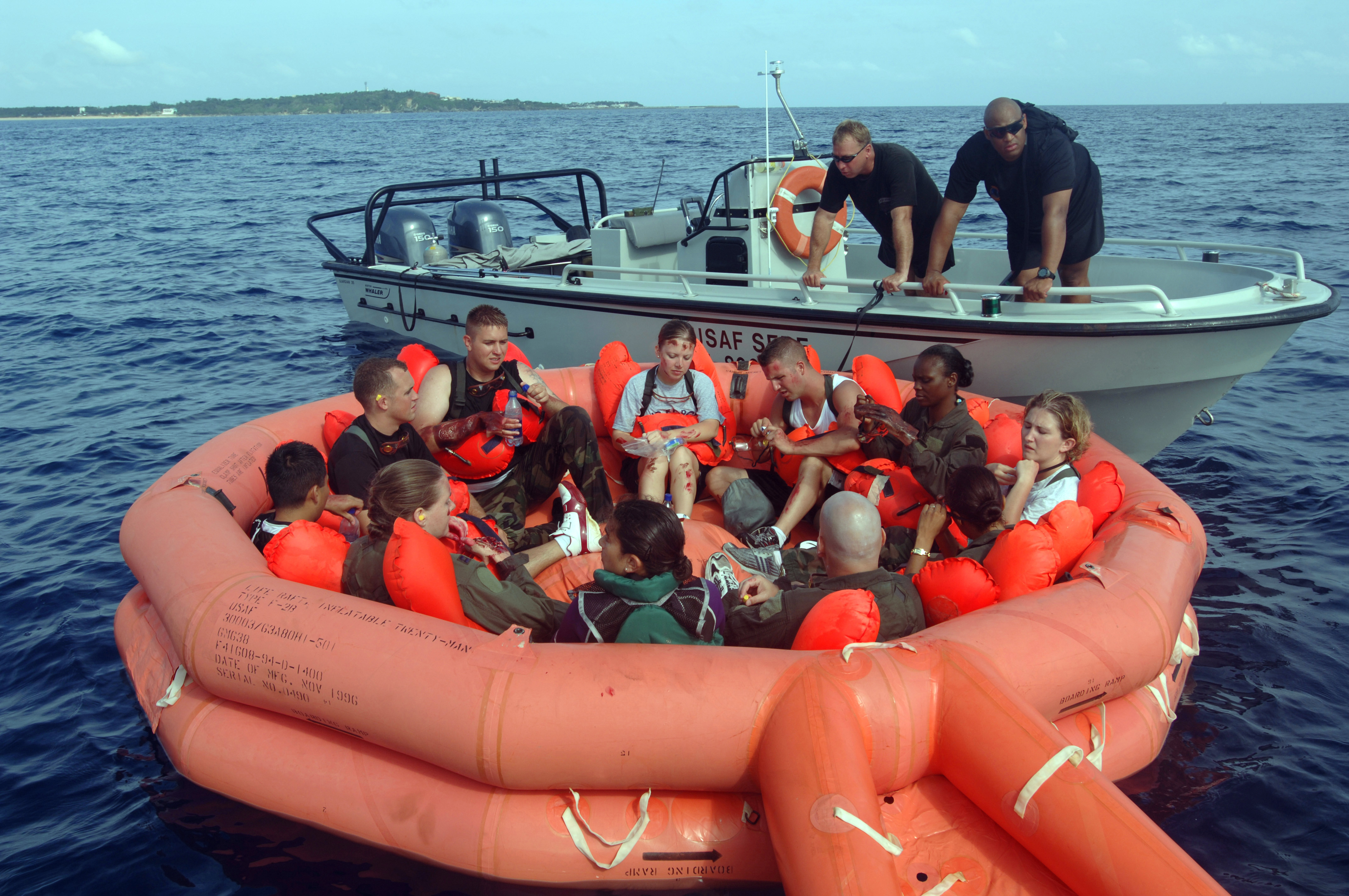
Плот на плаву

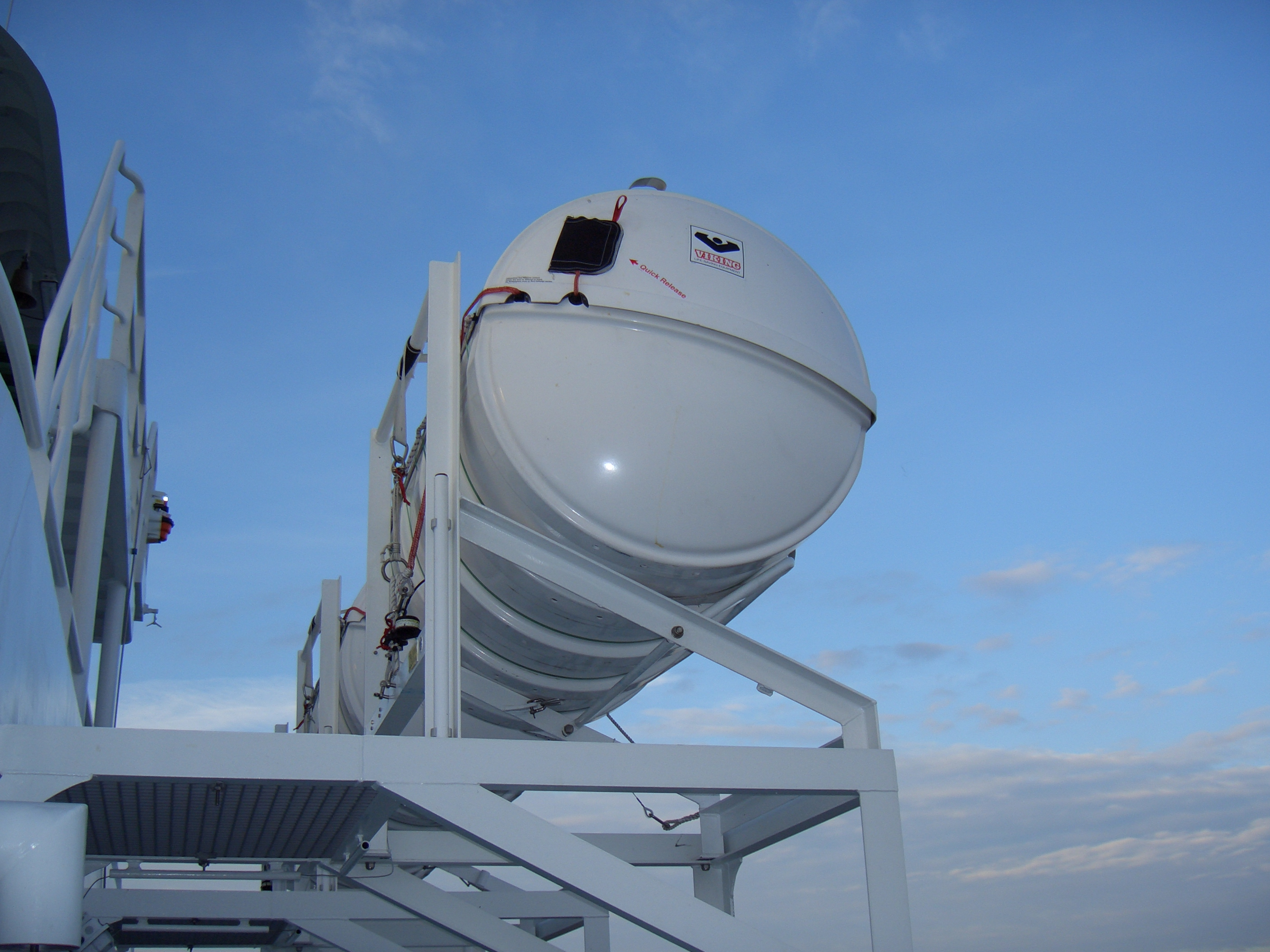
Плот в контейнере на судне

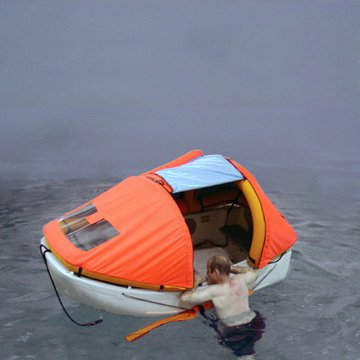

Надувной спасательный плот — коллективное спасательное средство, предназначенное для спасения пассажиров и экипажей тонущих судов и летательных аппаратов при вынужденной посадке на воду. 

## История создания
Современные надувные спасательные плоты по своей конструкции восходят к плоту Карли, конструкция которого была разработана американским изобретателем Горацио Карли (1838-1918), которому в 1903 году был выдан патент за это изобретение. Плоты Карли начали применяться в начале XX века и широко использовались при спасении тонувших судов в обеих мировых войнах, как на военных кораблях, так и торговых судах. Однако использование плотов Карли при спасении людей на море выявило присущие им значительные недостатки, прежде всего незащищённость находящихся в них людей от воздействия солнца, ветра и волн. Поэтому в настоящее время применяются более совершенные, чем плот Карли, надувные спасательные средства. В большинстве своём они имеют тент в форме палатки для защиты находящихся в них людей от воздействия ветра, волн и солнца. Такие надувные плоты являются обязательным средством спасения на морских судах большинства стран мира.

## Конструкция
В России применяются в основном, надувные спасательные плоты марок ПСН и ПСВ.
Плот ПСН (плот спасательный надувной) состоит из следующих основных частей: 
- Надувной камеры плавучести, соединённой по оси симметрии распоркой (банкой)
- Надувных стоек для поддержания тента
- Надувного днища
- Двойного тента с теплоизолирующей воздушной прослойкой

На судне плот хранится в пластиковом контейнере цилиндрической формы, состоящем из двух половинок, герметично стянутых стальной лентой либо пластмассовыми болтами, которые разрываются от внутреннего давления газа при надувании плота.
Контейнер с плотом устанавливается на специальной раме и закрепляется найтовами, заведёнными на гидростат.
Крепление плота предусматривает два способа освобождения от найтовов: ручной и автоматический. Для ручного освобождения плота достаточно отдать глаголь-гак на фиксирующем звене, или разобщить гидростат нажатием рычага (педали) на его корпусе. После сброса плота на воду, нужно выбрать слабину пускового линя и затем резко потянуть его на себя. При этом штерт соединённый с линем внутри плота открывает клапан баллона с углекислотой или сжатым воздухом. Полное надувание плота происходит в течение 60—90 секунд. Автоматически плот освобождается при погружении судна под воду; при этом срабатывает гидростат — устройство, освобождающее найтовы. Плот остаётся связанным линем с судном, имея положительную плавучесть, всплывает и надувается автоматически. Конструкция плота должна выдерживать влияние окружающей среды в течение 30 суток. Надёжность плотов при длительном автономном плавании обеспечивается изолированными отсеками камеры плавучести, стойки и днища.

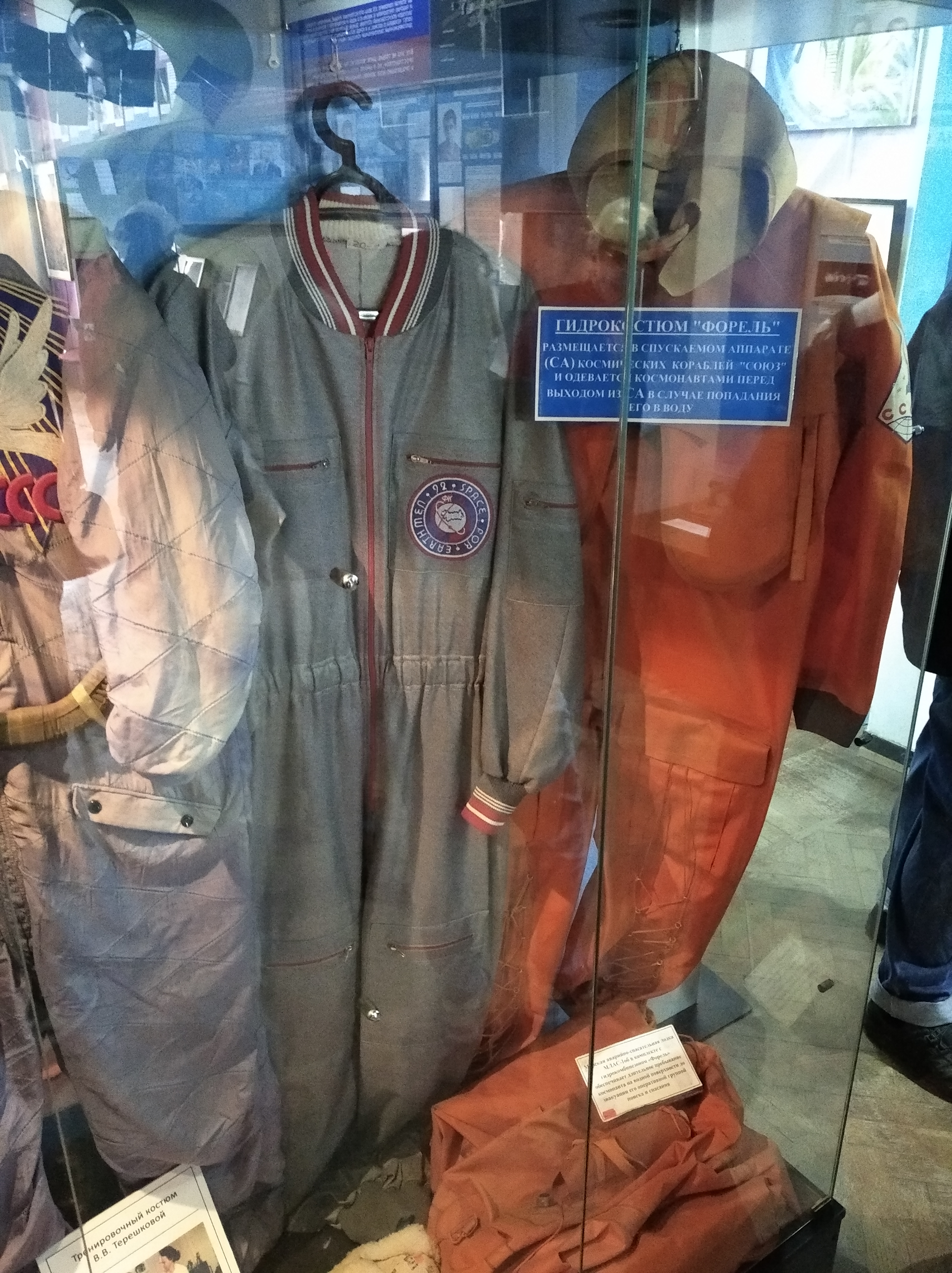
МЛАС-1об из комплекта спускаемого аппарата «Союзов» в музее

В военной авиации применимы надувные спасательные лодки и надувные плоты разных типов, также при полётах над морем экипаж должен быть одет в морские спасательные костюмы типа МСК, поддерживающие человека на плаву и исключающие гипотермию. Лодка МЛАС-1 (или плот ПСН-1) является индивидуальным средством спасения и, как правило, входит в комплект лётного спасательного снаряжения (парашютной системы). При срабатывании системы катапультирования и после штатного раскрытия спасательного парашюта лодка МЛАС-1 автоматически выбрасывается, срабатывает система наполнения воздухом от баллончика с зарядом сжатого воздуха. При спуске с парашютом лодка свисает вниз на длинном капроновом шнуре (фале).
Многоместная лодка типа ЛАС-5М рассчитана на 5 человек, спасательный плот ПСН-10 может взять 10 человек. Эти изделия укладываются в специальные контейнеры сверху фюзеляжа и закрываются крышками. Привод замков крышек сделан таким образом, что произвести сброс лодки или плота можно как из кабины экипажа, так и с внешней стороны. При сбросе плота срабатывает система наполнения воздухом от встроенных баллонов. Каждый плот оборудуется сигнально-спасательным снаряжением, а также групповым комплектом жизнеобеспечения — медикаментами и продуктами питания. На борту военного самолёта, предназначенного для полётов над морем, всегда имеются спасательные средства с запасом по посадочным местам, иногда довольно значительным.
Каждый спасательный плот должен проходить ежегодное переосвидетельствование. При этом производится полная переукладка плота и его снабжения на специальных станциях.

## Комплектация запасов для спасения
Правила Конвенции СОЛАС-74 предусматривают 3 варианта комплектации снабжения спасательного плота:
- SOLAS A PACK — для судов неограниченного района плавания
- SOLAS B PACK — для судов прибрежного плавания
- SOLAS С PACK — для судов, совершающих плавание в закрытых водах

Соответствующая надпись наносится на контейнер, в который упакован плот.
Приводимый ниже перечень относится к комплектации SOLAS A PACK.
Комплектация:
- 2 плавучих весла
- Средства осушения: плавучий черпак (2 черпака для плотов вместимостью 13 человек и более) и 2 губки
- 2 плавучих якоря, один из которых постоянно прикреплён к плоту, а второй является запасным; сразу после раскрытия плота сбрасываемого типа, прикреплённый плавучий якорь раскрывается автоматически
- Специальный нескладной нож без колющей части с плавучей рукоятью; нож находится в кармане с наружной стороны тента вблизи места крепления пускового линя к плоту
- Спасательное кольцо с плавучим линем длиной не менее 30 метров
- Ремонтный комплект для заделки проколов (обычно в комплект ремонтных принадлежностей входит материал для изготовления заплат, клей, пробки и зажимы для быстрой заделки повреждений)
- 3 консервооткрывателя
- Ножницы
- Ручной насос или меха для подкачки плота
- Питьевая вода консервированная (из расчёта 1,5 литра на человека)
- Пищевой рацион (из расчёта 10 000 кДж на человека)
- Аптечка первой помощи
- Таблетки от морской болезни (с продолжительностью действия не менее 48 часов на человека)
- По одному гигиеническому пакету на человека
- Теплозащитные средства (гидротермокостюм) в количестве 10 % от расчётного числа людей, но не менее 2 единиц
- Рыболовные принадлежности (крючок, леска)
- Инструкция по сохранению жизни на спасательных плотах

Средства сигнализации:
- Радиолокационный ответчик (SART)
- Переносная УКВ радиостанция
- 4 красные парашютные ракеты
- 6 красных фальшфейеров
- 2 плавучие дымовые шашки
- Электрический водонепроницаемый фонарь, пригодный для подачи сигналов по азбуке Морзе
- Сигнальное зеркало (гелиограф)
- Сигнальный свисток
- Таблица спасательных сигналов